# اوسیان سکیولد
اوسیان سکیولد (انگلیسی: Ossian Skiöld؛ ۲۲ ژوئن ۱۸۸۹ – ۲۲ اوت ۱۹۶۱ (aged 72)) ورزشکار دو و میدانی اهل سوئد بود.
وی در مسابقات کشوری و بین‌المللی در مجموع برندهٔ ۱ مدال نقره شده‌است.